# شهرستان سری (ویرجینیا)
شهرستان سری، ویرجینیا (به انگلیسی: Surry County, Virginia) شهرستانی در ایالات متحده آمریکا است که در ویرجینیا واقع شده‌است.

## خصوصیات
شهرستان سری ۸۰۲٫۹ کیلومترمربع مساحت دارد.